# Olimpia Torres
Olimpia Torres (n. Barcelona; 4 de abril de 1911 - f. Montevideo; 11 de mayo de 2007) fue una pintora, dibujante y muralista uruguaya de origen español.

## Biografía
Hija de Joaquín Torres García y Manolita Piña, Torres nació en Vilasar de Mar, España. En su infancia viajó junto a su familia por distintos países y continentes. A los nueve años se trasladó a Nueva York donde permaneció dos años para después volver a Europa, más precisamente Italia. Como integrante de una familia de artistas, desde temprana edad se sintió motivada por el dibujo y las artes plásticas. A los quince años comenzó sus estudios de dibujo en París junto a su hermano Augusto, donde conocieron al pintor Jean Hélion. Ya en 1929 Olimpia y Augusto comenzaron sus estudios en la Academia de Amédée Ozenfant.
Luego de Italia la familia se trasladó a España, donde Torres conoció a Eduardo Díaz Yepes, escultor de origen español con quien se casaría. Al año siguiente todos se trasladaron a Montevideo donde vivieron varios años. Durante la Guerra Civil Española Yepes se alistó en el Ejército Republicano. El 27 de junio de 1938 nació su hijo Demian. Ese mismo año Yepes fue detenido y encarcelado durante catorce meses. En 1942 fue liberado y se trasladó a Cataluña con Torres y su hijo. El 5 de marzo de 1943, en Tarrasa nace Eva Díaz Torres, su segunda hija.
Después de vivir en Tarrasa y en Sarriá, donde compartieron el hogar con Pedro Tort, en 1946 obtuvieron una beca del gobierno francés para estudiar en París. Las cosas no funcionaron como esperaban en esa ciudad y debido a problemas económicos regresaron a Montevideo, donde se establecieron definitivamente en 1948. A fines de ese año Torres exhibió por primera vez su obra, junto a su esposo Eduardo, en el Ateneo de Montevideo.
Durante 1948 también realizó otros trabajos, desde diseñar escenografías hasta ilustrar cuentos, y pasó por la Comedia Nacional y el Auditorio Nacional del Sodre. Al año siguiente realizó su segunda exposición junto a Eduardo, en Punta del Este. Ese mismo año realiza un mural en mosaico veneciano ubicado en el cementerio de La Teja, en el mausoleo de la familia Massera.
El 9 de julio de 1950 nació su tercer hijo, el escultor Leonardo Díaz Torres.
El matrimonio realizó su tercera exposición en conjunto en 1958. En Amigos del Arte exhibieron Dibujos y Esculturas, y poco después en ese mismo lugar expusieron Platos pintados. En 1970 se inaugura el mural Energía, ubicado en el hall del palacio de la Luz, que insumió cuatro años de creación. Entre 1971 y 1985, por problemas políticos y sociales, Olimpia abandonó la pintura para atender cuestiones más apremiantes de su familia.
En 1985, junto a sus hermanos y su madre, fundó la Fundación Torres García, que derivó en la creación del Museo Torres García, al que presidió desde 1994 (siguiendo el legado de su madre) hasta su fallecimiento.
Se destacó también como ilustradora, escenógrafa y vestuarista. Conoció a importantes personalidades del círculo artístico de su época, como Rafael Barradas, Mondrian, Paul Klee, Picasso, entre otros. Di Maggio la define como una persona de "temperamento enérgico y desafiante, inteligente observadora de la realidad inmediata."
En 2002 el museo Torres García exhibió Olimpia por Olimpia, una exposición de lo más representativo de su obra.